# Аслана
Аслана (тат. Кашауыл) — село в Ялуторовском районе Тюменской области России. Административный центр Асланинского сельского поселения.

## География
Аслана находится на левом берегу реки Тобол, к северо-востоку от Ялуторовска и к юго-востоку от Тюмени.
В селе 21 улица.

## История
Аслана — второе его название Кашаул — в переводе с сибирско-татарского языка — «село на высоком берегу».

## Население
| 2010 | 2014 |
| ---- | ---- |
| 630  | ↗776 |

## Инфраструктура
На территории поселения расположено сельскохозяйственное предприятие — СПК «Асланинский».

## Транспорт
На окраине проходит автодорога регионального значения 71А-2107 Ялуторовск — Ярково (идентификационный номер: 71 ОП РЗ 71А-2107).